# ناکو یابوکی
ناکو یابوکی (矢吹 奈子 Yabuki Nako, زادهٔ ۱۸ ژوئن ۲۰۰۱) خواننده و بازیگر اهل ژاپن است. او عضو گروه ژاپنی اچ‌کی‌تی۴۸ است و قبلاً عضو گروه دخترانهٔ کره‌ای آیز*وان بوده‌است که از طریق برنامه واقع‌نمای رقابتی پرودوس ۴۸ تشکیل شده بود.
او در نوامبر ۲۰۱۳ به گروه اچ‌کی‌تی۴۸ پیوست. از سال ۲۰۱۵ تا ۲۰۱۷، او همزمان عضو ای‌کی‌بی ۴۸ بوده‌است. در سال ۲۰۱۸ او در برنامه واقع‌نمای رقابتی کره‌ای به نام پرودوس ۴۸ شرکت کرد و در نهایت به جایگاه ششم دست پیدا کرد و به عنوان عضو گروه آیز*وان فعالیت خود را آغاز کرد. او مدل انحصاری برای لاو بری است. یابوکی همچنین به عنوان بازیگر نقش جوانی می‌نامی آساکورا در فیلم تاچ (۲۰۰۵) شناخته می‌شود.

## فیلم‌شناسی

### فیلم
| سال  | عنوان             | نشانی                | توضیحات    | منابع |
| ---- | ----------------- | -------------------- | ---------- | ----- |
| ۲۰۰۵ | تاچ               | جوانی می‌نامی آساکورا |            |       |
| ۲۰۱۲ | در رود شین‌هوری    |                      | فیلم کوتاه |       |
| ۲۰۱۳ | گاچامن            | دختر دکتر نامبو      |            |       |
| ۲۰۲۰ | آیز آن می: د مووی | یابوکی ناکو (خودش)   |            | [ ۵ ] |
| ۲۰۲۲ | بربر موکودا       | شیزوکو اوهارا        |            | [ ۶ ] |